# Nomia crassipes
Nomia crassipes là một loài Hymenoptera trong họ Halictidae. Loài này được Fabricius mô tả khoa học năm 1789.